# Максимилиан Щайнберг
Максимилиа̀на Осѐевич Ща̀йнберг (на руски: Максимилиа́н Осе́евич Ште́йнберг) е руски композитор.

## Биография
Роден е на 4 юли (22 юни стар стил) 1883 година във Вилно в еврейско семейство (баща му е известният равин и филолог Осей Щайнберг), като по-късно приема православието. През 1907 година завършва Санктпетербургския университет, а през следващата година и Санктпетербургската консерватория при Николай Римски-Корсаков, за чиято дъщеря се жени. От същата година до края на живота си преподава в консерваторията, като композира в различни класически жанрове.
Максимилиан Щайнберг умира на 6 декември 1946 година в Ленинград.